# Eupithecia dalhousiensis
Eupithecia dalhousiensis là một loài bướm đêm trong họ Geometridae.